# Feliks Sobtzick
Feliks Sobtzick (ur. 1804 r. – zm. ??) – raciborski przemysłowiec.
Feliks Sobtzick początkowo zajmował się produkcją świec i wypiekiem pierników, które oferował na jarmarkach i odpustach. Powoli rozwijał swoją piekarnię, a jego wyrobów smakował 2 października 1846 roku w czasie wizyty w Raciborzu sam król pruski Fryderyk Wilhelm IV. Wypieki tak przypadły do gustu władcy, że jako dowód uznania przekazał właścicielowi srebrne puzderko, w którym znajdował się skierowany do niego list. W 1852 roku syn Feliksa, Franz, prowadząc już piekarnię i ciastkarnię, otworzył pierwszą cukiernię w mieście przy ulicy Nowej.